# Vert de vessie
Le vert de vessie, anciennement appelé vert de nerprun, est un vert-jaune terne, très utilisé à l'aquarelle, dans les paysages notamment. Ce nom de couleur est en usage principalement dans le domaine des beaux-arts.
Dans les nuanciers des marchands de couleurs, on trouve 568 vert de vessie, 623 vert de vessie, 819 vert de vessie 599 vert de vessie.

## Pigment historique
L'expression vert de vessie est attestée en français en 1775.
À l'origine, le vert de vessie ou vert de nerprun (NG2) était un pigment laqué, à base de colorant d'origine végétale extrait des baies de nerprun purgatif ou du nerprun alaterne. 
La baie était concassée et mise à fermenter au soleil puis le jus exprimé et additionné d'un liant (gomme arabique) puis coulé dans des vessies de porc ou de bœuf. La couleur était alors suspendue dans la cheminée à l'abri de la lumière, afin d'achever de se concentrer. 
Malheureusement, il n'était pas très permanent. Traité à l'alun, il avait une meilleure solidité, sans atteindre celle qu'on attend des pigments modernes (PRV2).

## Pigment moderne
Le vert de vessie est fabriqué artificiellement, par mélange d’un jaune doré ou brunâtre (PO49, PY117, PY150) avec un vert phtalocyanine (PG7 ou PG36). 
Les vert-de-vessie du commerce se confondent souvent avec le vert de Hooker et le vert permanent.